# Château de Großkmehlen
Le château de Großkmehlen (Wasserschloss Großkmehlen) est un château Renaissance protégé de Lusace appartenant à la fondation des châteaux du Brandebourg. Il se trouve dans le sud du Brandebourg à Großkmehlen (arrondissement de Haute-Forêt-de-Spree-Lusace).

## Histoire
La région est disputée au XIIIe siècle par le margrave de Misnie et les seigneurs de Haute et de Basse-Lusace. Aussi le château fort qui s'y trouve est du plus haut intérêt pour le margrave. En face se trouvait de l'autre côté de la Pulsnitz et de l'Elster Noire le château de Lindenau (de).
Le château est transformé au cours des âges, jusqu'à ce qu'il soit en possession en 1499 de la famille von Lüttichau. Le domaine est divisé entre héritiers en 1540 et le château est reconstruit au milieu du XVIe siècle dans le style de la Renaissance nordique avec pignons et tours rondes flanquant la façade et tours à angle droit, sur les côtés. Le château est baroquisé au milieu du XVIIe siècle et l'on fait venir des stucateurs d'Italie.
Les derniers propriétaires privés du château et de ses terres sont les comtes zu Lynar, expropriés en 1945. Le château est transformé par les autorités locales en maison de retraite. Il est restauré en 1993 et en 1997. Il est vendu à la fondation des châteaux du Brandebourg en 2000.

## Architecture
Le château a pour modèle le château de Moritzburg. C'est un Wasserschloss de trois niveaux élégant avec des tours Renaissance, la partie est et la partie ouest étant différentes et réunies au XIXe siècle. Il existe encore des éléments du gothique tardif, comme des voûtes, des fenêtres et des décorations des tours.
On remarque à côté du château un pavillon de chasse relativement imposant qui servait de château d'hiver, car plus facile à chauffer. Il est aujourd'hui restauré et ses appartements sont à louer.

## Voir Aussi
• Wilhelm von Lynar
• Famille de Lynar-Guerrini

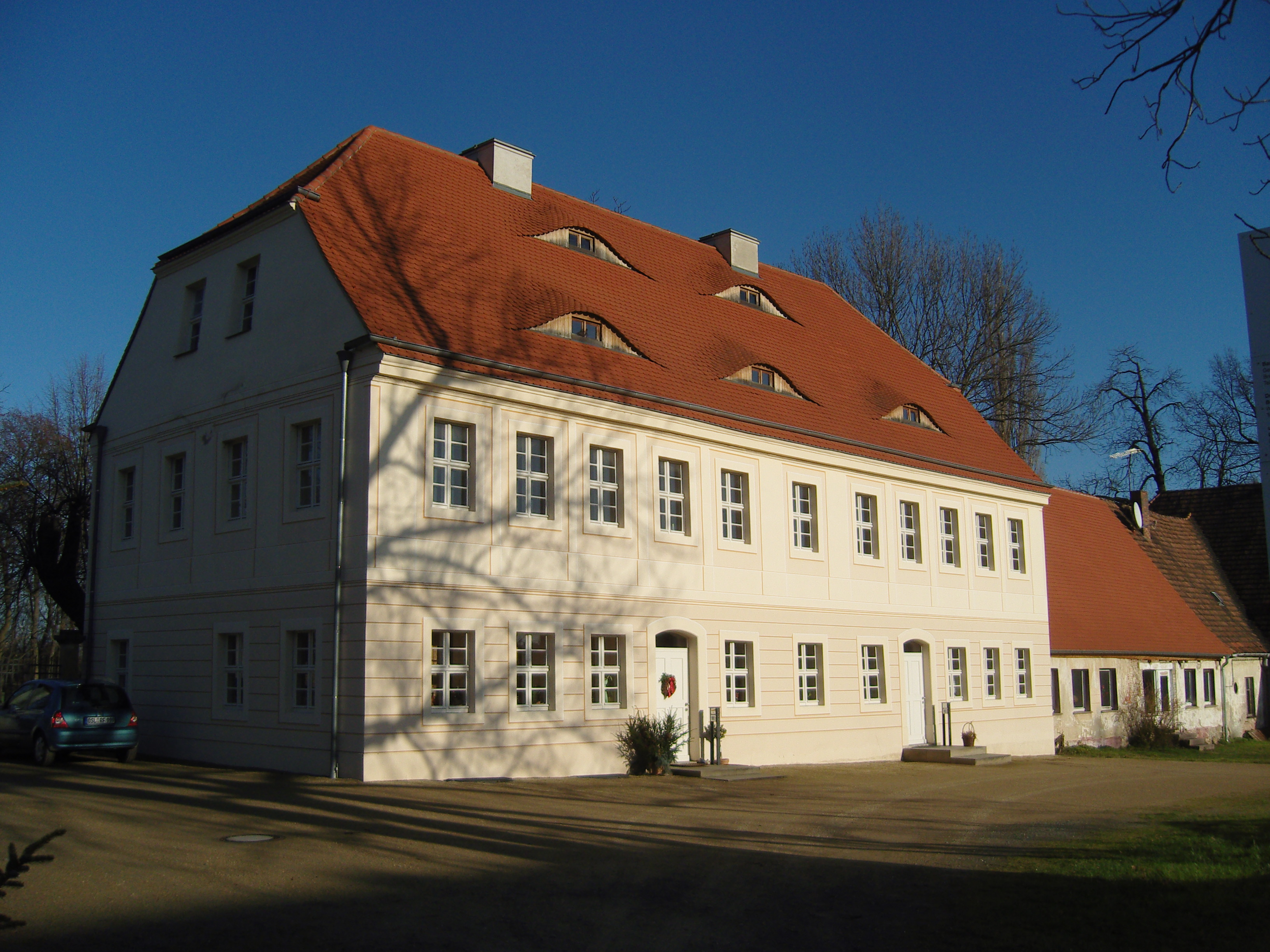
Le pavillon de chasse
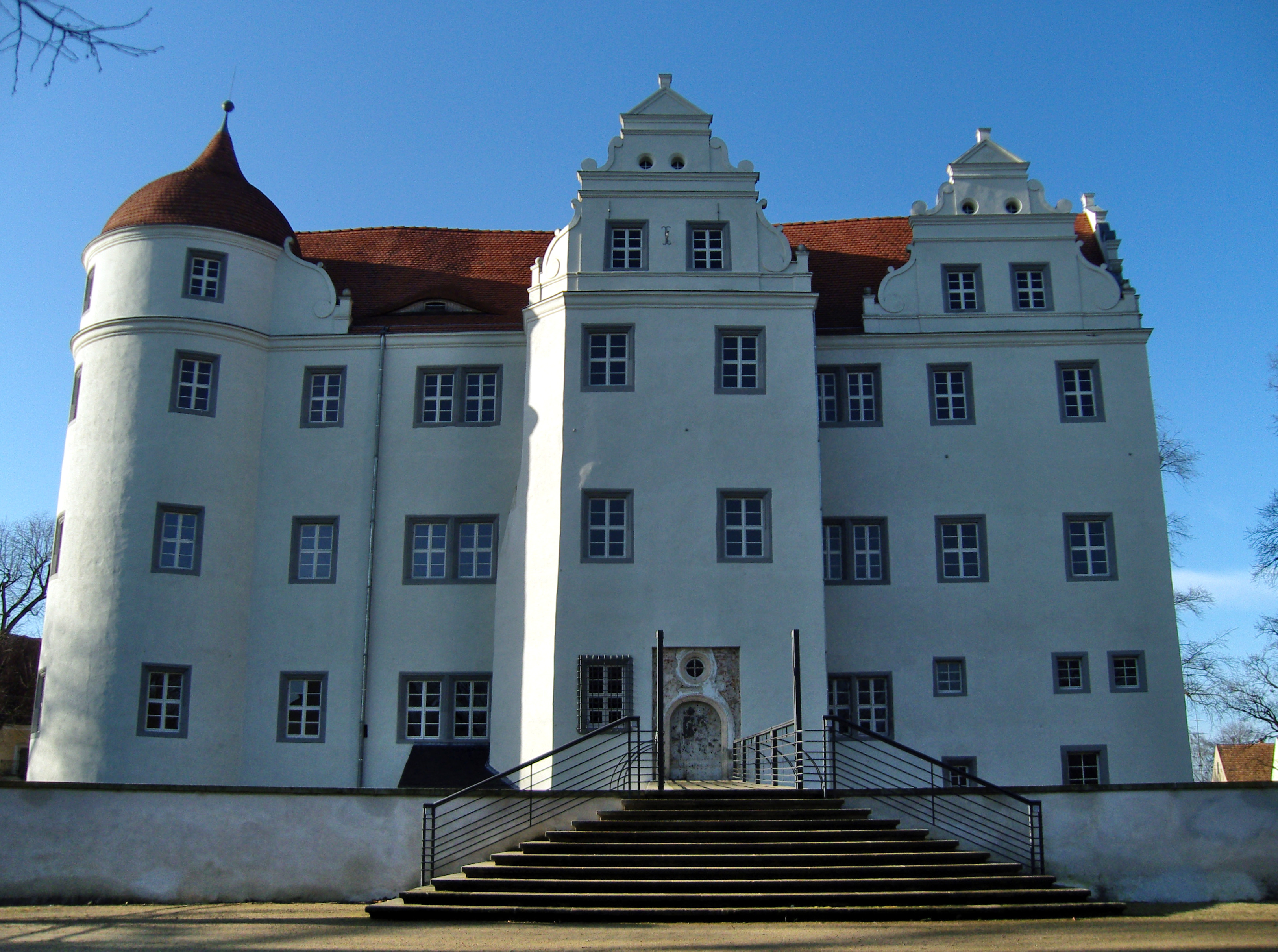
Façade du château
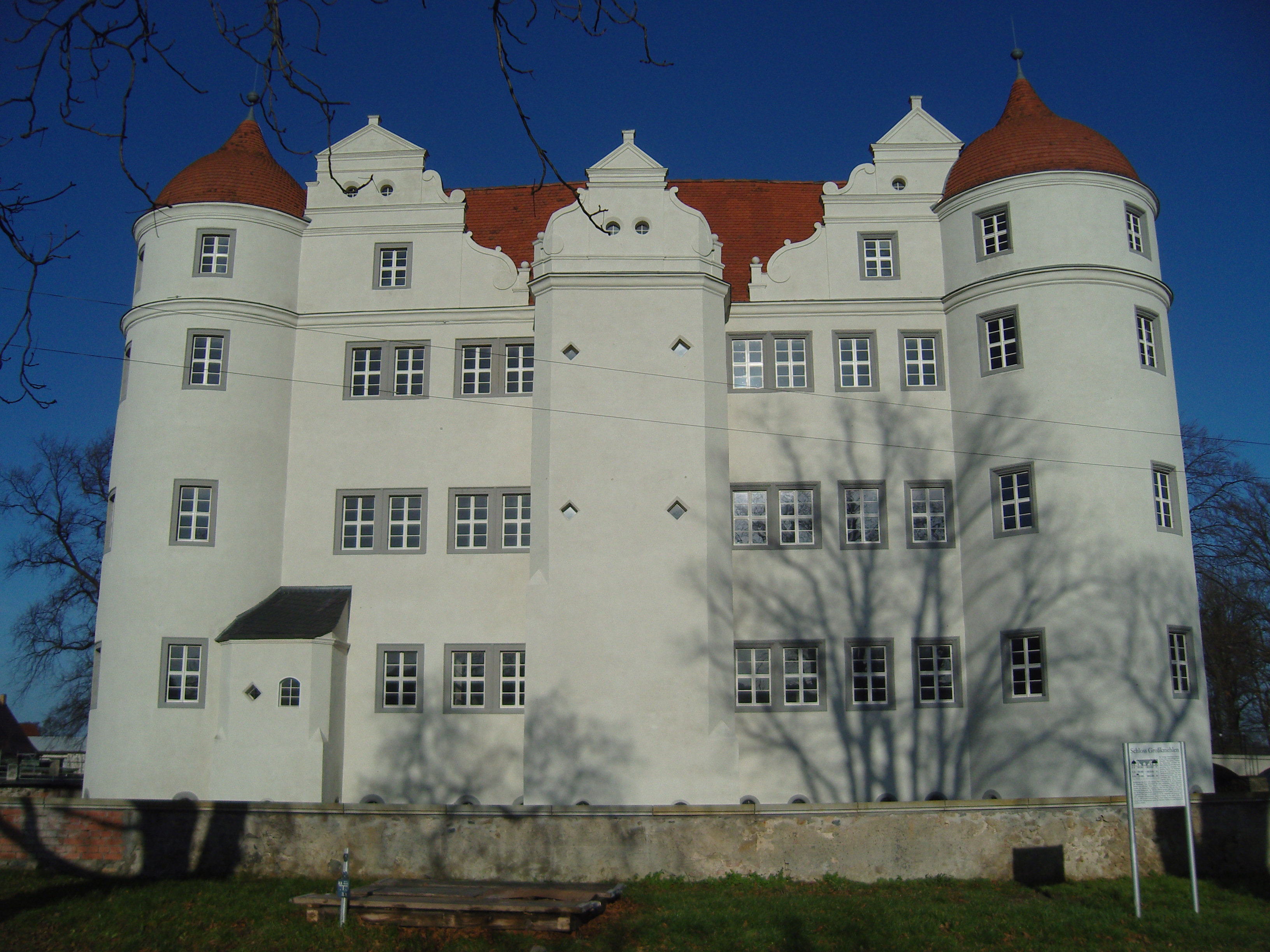
Vue de côté du château

## Source
- (de) Cet article est partiellement ou en totalité issu de l’article de Wikipédia en allemand intitulé « Schloss Großkmehlen » (voir la liste des auteurs).